# Єлизавета-Шарлотта Пфальцька (1652—1722)
Єлизавета-Шарлотта Пфальцька (нім. Elisabeth Charlotte von der Pfalz, 27 травня 1652, Гайдельберзький замок, Курпфальц — 8 грудня 1722, замок Сен-Клу, Франція) — німецька принцеса з роду Віттельсбахів, дружина Філіпа I Орлеанського. Її часто називають здрібні́лим ім'ям — Лізелотта.

## Біографія
Єлизавета-Шарлотта народилася у 1652 році в Гайдельберзькому замку, в сім'ї курфюрста Пфальцького Карла I Людвіга (1617—1680) і Шарлотти Гессен-Кассельської  (1627—1686). Невдовзі після народження дочки, в 1653 році, її батьки розлучилися. У дитинстві Єлизавету-Шарлотту почали називати абревіатурою обох її імен — «Лізелоттою».

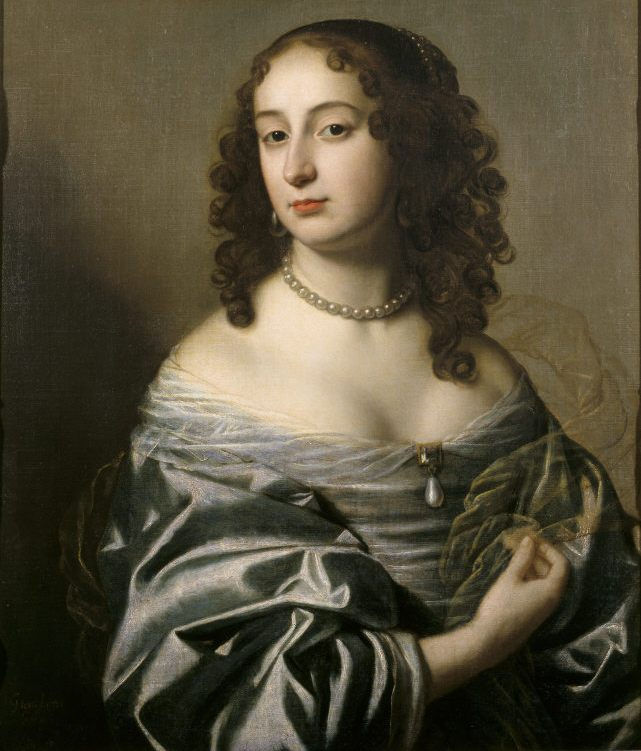
Софія Ганноверська. 1650

Коли Лізолотті виповнилося п'ять років, її відправили до тітки Софії Ганноверської (1630—1714), яка виховувала її та її неповнорідних сестер з другого шлюбу батька. Лізолотта завжди пам'ятала цей час як найщасливіший період свого життя. У 1663 році вона повернулася до Гайдельберга, де жила з мачухою та п'ятьма братами, з яких старший Карл II Пфальцький (1651—1685) згодом успадкував престол від їхнього батька і став курфюрстом Пфальца.

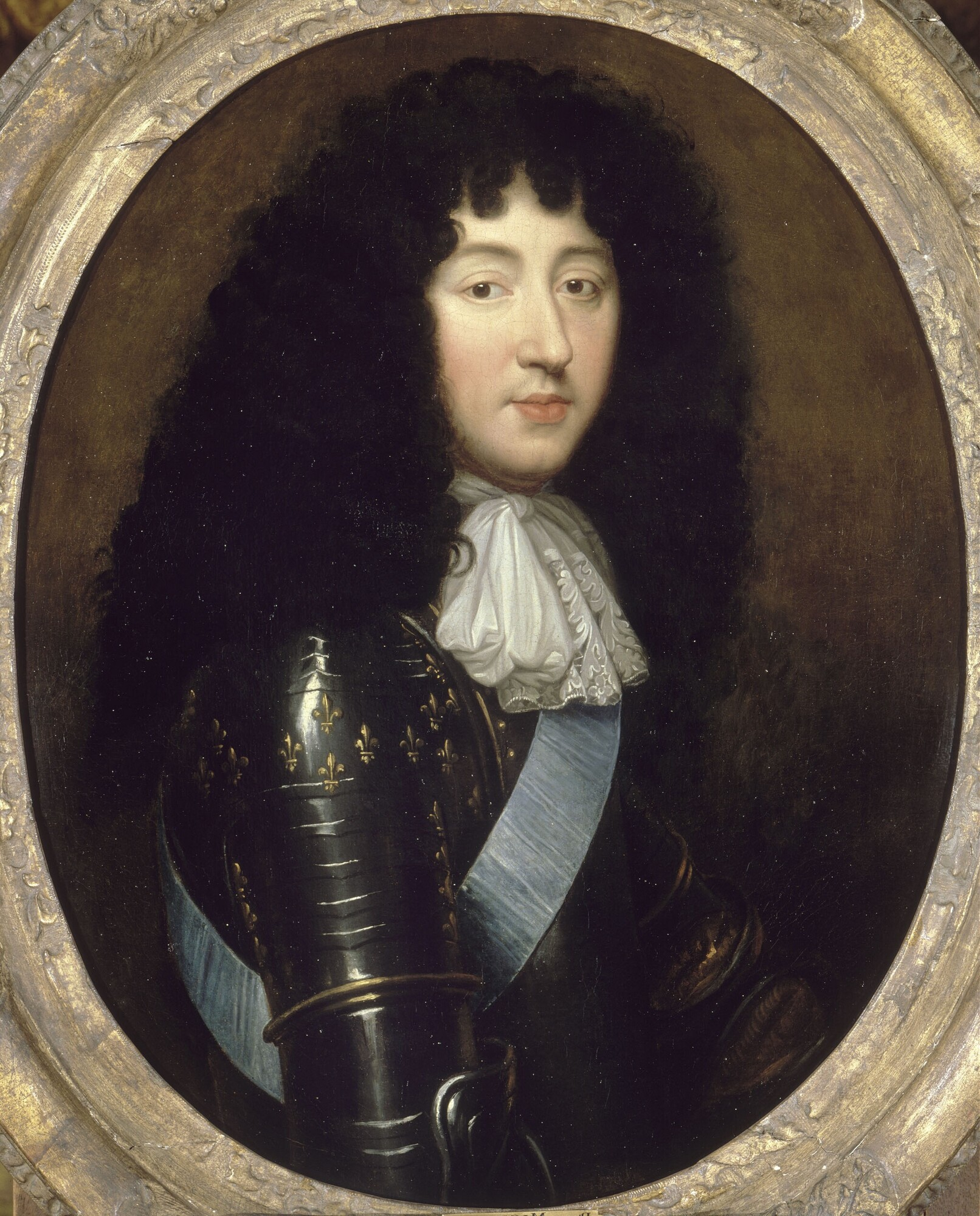
Філіп I Орлеанський. 1651—1675

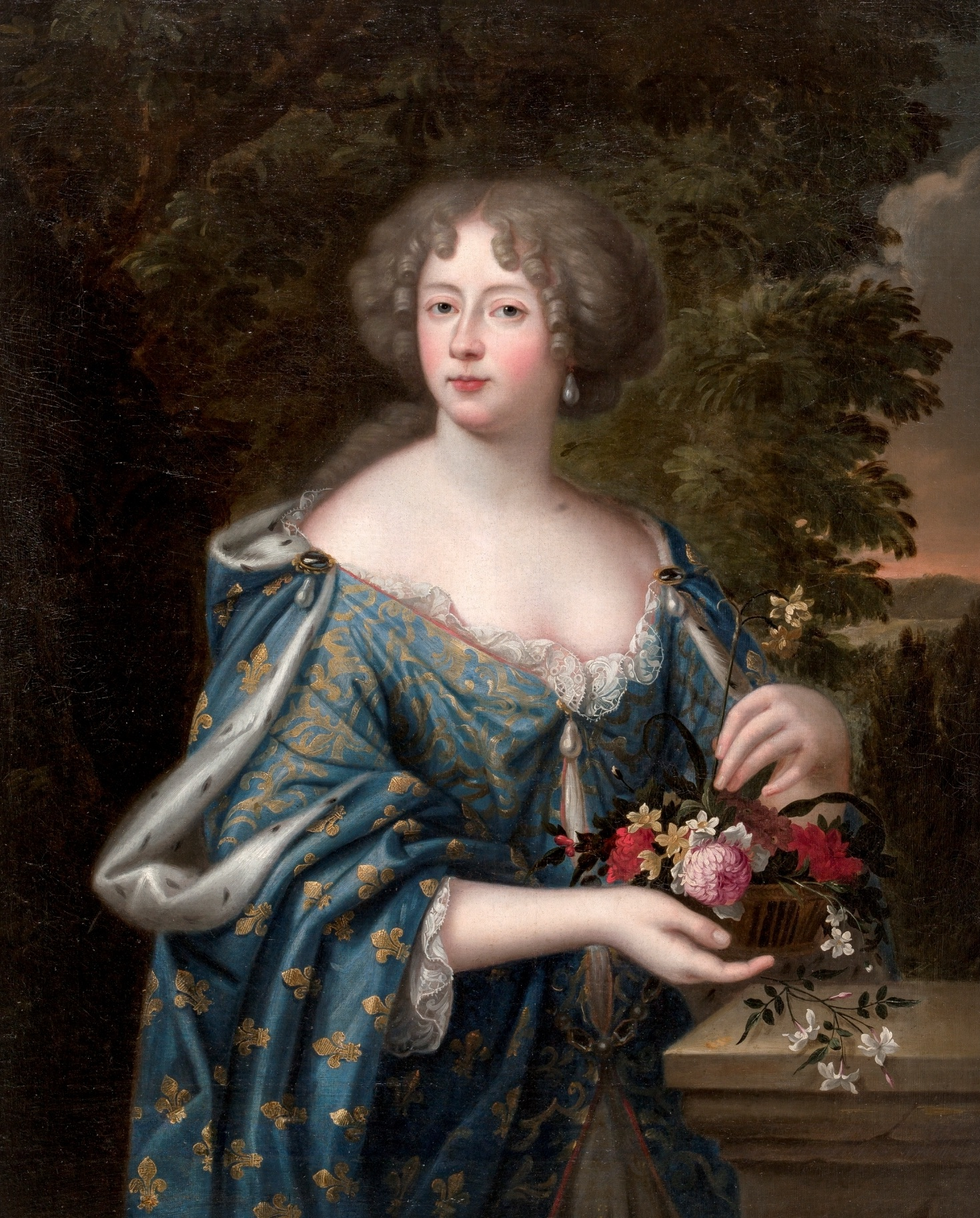
Лізелотта, герцогиня Орлеанська. 1675

Лізелотта вважалася потенційною спадкоємицею Пфальца та вигідною партією для одруження. Спочатку її мали видати заміж за двоюрідного брата, згодом англійського короля  Вільгельма III Оранського (1650—1702). Однак, її батько віддав перевагу Франції і вирішив, що краще його дочці одружитися з вдівцем герцогом Орлеанським Філіпом I, братом французького короля Людовіка XIV.
16 листопада 1671 року в Меці відбувся шлюб за довіреністю (лат. per procura) і Лізелотта змінила віру, перейшла від кальвінізму до католицизму. На момент одруження у Філіпа жили лише дві дочки з чотирьох дітей від покійної першої дружини Генрієтти Стюарт (1644—1670).
Філіп не приховував свою схильність до гомосексуальності й серед його придворних було багато фаворитів. Лізелотта, зовнішність якої була далекою від сучасного ідеалу краси, на відміну від першої дружини Філіпа, прихильніше ставилася до вподобань свого чоловіка, хоча між ними виникали сварки з приводу постійної присутності фаворитів Філіпа у їхній резиденції.
Лізелотта мала місце у королівському Версальському палаці, але вона віддавала перевагу чарівному замкові Сен-Клу поблизу Парижа. Крім цього вона мала палати у приватній резиденції короля в замку Марлі в Марлі-ле-Руа. Пізніше, як вдова, вона мешкала у Великому Тріаноні, що є частиною версальського комплексу.
У Лізелотти з Філіпом було троє дітей.

## Родина
Чоловік — Філіпп I Орлеанський
Діти:
- Олександр Людовик (2 червня 1673 — 16 березня 1676) — принц Валуа;
- Філіп II (2 серпня 1674 — 2 грудня 1723) — Орлеанський принц і регент Франції;
- Єлизавета Шарлотта (13 вересня 1676 — 23 грудня 1744) — мадемуазель де Шартр, дружина герцога Лотарингії Леопольда I, мати імператора Священної Римської імперії Франца I .